# Dark Light (East 17)
Dark Light è il quinto album in studio del gruppo rock inglese East 17, pubblicato nel 2012.

## Tracce
1. I Can't Get You Off My Mind (Crazy) – 2:54
2. Crazy Fool – 3:58
3. Nightlife – 3:19
4. Counting Clouds – 4:04
5. Break Ur Heart – 3:05
6. Friday Night – 2:58
7. Kiss of Winter – 3:34
8. Broken Valentine – 3:37
9. Where Does Love Go – 2:52
10. You Must Be An Angel – 4:55

## Formazione
- Terry Coldwell
- John Hendy
- Tony Mortimer